# Jack Holden
John Thomas Holden, detto Jack (Bilston, 13 marzo 1907 – Cockermouth, 7 marzo 2004), è stato un maratoneta britannico, campione europeo della specialità agli Europei di Bruxelles 1950.

## Biografia
Nella maratona ha vinto quattro titoli nazionali fra il 1947 ed il 1950 ed ha partecipato ai Giochi olimpici di Londra 1948, non terminando la gara.
Prima della seconda guerra mondiale, che condizionò molto la sua carriera come naturalmente avvenne anche altri atleti dell'epoca, aveva vinto la 6 miglia AAA nel 1933, 1934 e 1935 e la 10 miglia AAA nel 1934. A questi vanno aggiunti "National" nel 1938, 1939 e 1946.
Terminata la guerra partecipa ai Giochi olimpici, vince la maratona di Enschede 1949 e conquista l'oro agli Europei e ai Giochi dell'Impero Britannico nel 1950.

## Palmarès
| Anno                                  | Manifestazione                | Sede      | Evento   | Risultato | Prestazione | Note                  |
| ------------------------------------- | ----------------------------- | --------- | -------- | --------- | ----------- | --------------------- |
| In rappresentanza della Gran Bretagna |                               |           |          |           |             |                       |
| 1948                                  | Giochi olimpici               | Londra    | Maratona | dnf       | dnf         |                       |
| 1950                                  | Europei                       | Bruxelles | Maratona | Oro       | 2h32'14"    | Record dei campionati |
| In rappresentanza dell' Inghilterra   |                               |           |          |           |             |                       |
| 1950                                  | Giochi dell'Impero Britannico | Auckland  | Maratona | Oro       | 2h32'57"    | Record dei Giochi     |

## Altre competizioni internazionali
1946
- Oro alla Maratona di Wolverhampton ( Wolverhampton) - 2h46'34"

1947
- Argento alla Maratona internazionale della pace ( Košice) - 2h37'10"
- Oro alla Maratona di Loughborough ( Loughborough) - 2h33'20"
- Oro alla Maratona di Sheffield ( Sheffield) - 2h41'35"
- Oro alla Maratona di Dudley ( Dudley) - 2h53'26"

1948
- Oro alla Polytechnic Marathon ( Chiswick) - 2h36'54"
- Oro alla Maratona di Tipton ( Tipton) - 2h36'13"

1949
- Oro alla Maratona di Enschede ( Enschede) - 2h20'52"
- Oro alla Polytechnic Marathon ( Chiswick) - 2h42'54"
- Oro alla Maratona di Birmingham ( Birmingham) - 2h34'10"
- Oro alla Maratona di Sheffield ( Sheffield) - 2h41'53"

1950
- Oro alla Polytechnic Marathon ( Chiswick) - 2h33'07"
- Oro alla Maratona di Reading ( Reading) - 2h31'03"
- Oro alla Maratona di Coventry ( Coventry) - 2h38'23"